# 친위대 지도본부
친위대 지도본부(독일어: SS-Führungshauptamt; SS-FHA)는 나치 독일 친위대의 하위 부서 중 하나로, 1940년 이후 실질적인 친위대의 최고 행정관리기관이다.
친위대 사관학교, 의무, 군수, 급료지불 등의 업무를 수행했다. 또한 무장친위대의 편제 및 전투서열 관리도 담당했다.

## 하위 조직
A부 (Amtsgruppe A)
조직, 인사, 보급 (Organisation, Personal, Versorgung)
- 제1과 - 일반친위대 사령부서 (Kommandoamt der Allgemeinen-SS)
- 제2과 - 무장친위대 사령부서 (Kommandoamt der Waffen-SS)
- 제3과 - 중앙수뇌부 (Zentralkanzlei)
- 제4과 - 행정과 (Verwaltungsamt)
- 제5과 - 인사과 (Personalamt)
- 제6과 - 기승 및 운전훈련과 (Reit- und Fahrwesen)
- 제7과 - 군수과 (Nachschubwesen)
- 제8과 - 병기과 (Waffenamt)
- 제9과 - 기술 및 기계개발과 (Technische Ausrüstung und Maschinen)
- 제10과 - 차량관리과 (Kraftfahrzeugwesen)

B부 (Amtsgruppe B)
훈련 (Ausbildung)
- 제11과 - 장교 훈련 및 친위대 생도학교과 (Führer-Ausbildung und mit SS-Junkerschulen)
- 제12과 - 부사관 훈련 및 친위대 부사관훈련학교과 (Unterführer-Ausbildung und mit SS-Unterführerschulen)

C부 (Amtsgruppe C)
내사 (Inspektionen)

- 제2내사과 - 보병 및 산악병 (Infanterie- und Gebirgstruppen)
- 제3내사과 - 기병 (Kavallerie)
- 제4내사과 - 포병 (Artillerie)
- 제5내사과 - 공병 및 기술병 (Pioniere/Techniker)
- 제6내사과 - 기갑병 (Panzertruppen)
- 제7내사과 - 통신병 (Nachrichtentruppen)
- 제8내사과 - 병기관리병 (Feldzeug- und Instandsetzungstruppen)
- 제9내사과 - 보급병 (Versorgungstruppen)
- 제10내사과 - 운전병 ({{lang|de|Kraftfahrparktruppen})
- 제11내사과 - 불명
- 제12내사과 - 기술훈련 (Technische Lehrgänge)
- 제13내사과 - 대공포병 (Flakartillerie)

D부 (Amtsgruppe D)
무장친위대 위생사무 (Sanitätswesen der Waffen-SS)
- 제13과 - 행정 (Verwaltung)
- 제14과 - 치과 (Zahnwesen)
- 제15과 - 보급 (Versorgung)
- 제16과 - 의무병 (Ärztliche Behandlung)